# RAAMS

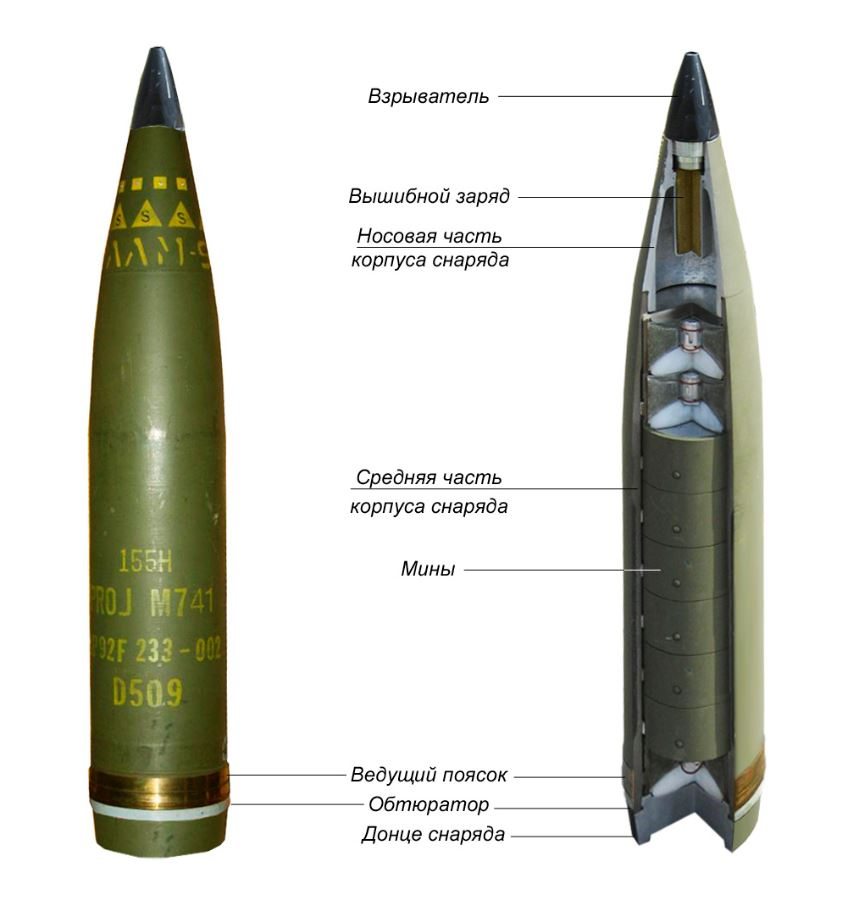
Кассетный снаряд M741 системы постановки противотанковых мин RAAMS. Внешний вид и устройство

RAAMS (англ: Remote anti-armor mine system) - система постановки противотанковых мин в качестве кассетных боеприпасов. Была разработана в США в рамках программы кассетных мин Family of Scatterable Mines (FASCAM). Представляет собой артиллерийский снаряд калибра 155мм, содержащий девять противотанковых мин с магнитным взрывателем. Обычно RAAMS применяется для блокирования проезда техники через определенный район на относительно короткий промежуток времени. По истечении этого времени мины самоуничтожаются.

## История
В середине 1970-х годов компания Honeywell предложила правительству США концепцию новых кассетных мин, управляемых электроникой. Мины FASCAM оснащались системой самоуничтожения, которая, активируется через определенное время, если мины не сработали. Таймер самоуничтожения активируется автоматически при запуске мины. Были реализованы различные системы укладки мин FASCAM.
RAAMS разрабатывалась одновременно с кассетной минной системой для противопехотных мин, Area Denial Artillery Munition (ADAM), и была представлена в 1982 году. Противотанковые мины RAAMS предназначены для установки совместно с противопехотными минами АДАМ.
После внедрения была разработана еще одна улучшенная модель. С одной стороны, сократилось время самоуничтожения после закладки, с другой стороны, взрыватель стал более устойчивым к электромагнитным методам разминирования.
RAAMS был развернут в 1991 году во время второй войны в Персидском заливе . В битве при Хафджи 30 января Корпус морской пехоты США выпустил в общей сложности 360 снарядов RAAMS и ADAM. Возникшее в результате минное поле вынудило атакующие иракские подразделения обходить заминированный участок.
Так как мины ADAM обычно используется совместно с RAAMS, были разработаны артиллерийские боеприпасы для защиты удаленных районов (RADAM), в которых мины RAAMS / ADAM упакованы вместе в корпус снаряда.
Как минимум с 1994 года Вооруженные силы США не закупали новые RAAMS.
Хотя США не присоединились к Оттавской конвенции по противопехотным минам 1997 года, тем не менее в стране были приняты внутренние директивы, запрещающие большинство противопехотных мин. Внутренний запрет коснулся и мины ADAM, которая обычно используется совместно с RAAMS.
В 1990 году на вооружении американских вооруженных сил находилось более 2,5 миллионов мин RAAM. К 2002 году это число выросло до более чем 4 миллионов мин RAAM в примерно 462 000 снарядов.
4 октября 2022 года Министерство обороны США объявило, что поставит Украине 1000 снарядов RAAMS для противодействия оккупационным войскам РФ и для быстрейшего завершения  войны на Украине. 15 октября США пообещали поставить Украине еще 5000 снарядов RAAMS. К февралю 2023 года США поставили Украине 10 000 снарядов RAAMS.

## Описание
Снарядами RAAMS стреляют из стандартных 155-мм артиллерийских орудий, таких как самоходная гаубица M109 или гаубица M198, на дальность около 17 км. Корпус снарядов RAAMS аналогичен корпусу кассетного снаряда M483, и состоит из трёх частей — носовой части, в которой находятся взрыватель и вышибной заряд, средней части, в которой заложены мины, и донца. Снаряд RAAMS содержит девять мин. Существуют две модификации снаряда: снаряд M718 RAAM-L (L - начальная буква слова Long), с временем жизни 48 часов, и  M741 RAAM-S (S - начальная буква слова Short), с временем жизни 4 часа. Как обычно для 155-мм боеприпасов НАТО, снаряды RAAMS не имеют гильз, то есть применяется раздельное безгильзовое заряжание. Перед пуском снаряды RAAMS оснащаются механическим взрывателем с таймером M577 и выставляется соответствующее время подрыва. Выстрел приводит в действие таймер взрывателя. В полёте и по истечении установленного времени таймер инициирует взрыватель. Взрыватель приводит в действие вышибной (эжекторный) заряд, который выталкивает мины РААМС из корпуса снаряда, срывая донце снаряда с резьбы. Высота, на которой выбрасываются мины, влияет на схему минирования. После приземления мины они активируются.
Поскольку мины RAAMS не имеют механизма (например, парашюта) для замедления их падения, их не рекомендуется использовать на твердых поверхностях, так как сильный удар может повредить мину, прежде всего — её электронику. 
| Снаряд | Мина | Время взведения | Время самоуничтожения |
| ------ | ---- | --------------- | --------------------- |
| M718   | M73  | 2 мин           | 48 часов              |
| M741   | M70  | 2 мин           | 4 часа                |
| M718A1 | M73  | 45 сек          | 48 часов              |
| M741A1 | M70  | 45 сек          | 4 часа                |

Мины RAAMS имеют те же характеристики, что и другие противотанковые мины FASCAM . Они имеют цилиндрическую форму диаметром 12 см и высотой 6 см и весят 1,7 кг. Взрыватель инициируется магнето, обнаруживающим изменение магнитного поля при приближении транспортного средства. Около 20 % мин являются неизвлекаемыми. Это делается для того, чтобы затруднить разминирование. Мина содержит 585 г взрывчатого вещества гексоген, которое сформировано в виде двухстороннего заряда. Это делается для того, чтобы независимо от того, какой стороной кверху упала мина, заряд мог действовать вверх. Заряд предназначен для пробития корпуса либо вывода из строя ходовой части машины противника.
Если мина RAAMS не сработает, она самоуничтожится через 4 или 48 часов, в зависимости от модели. Время, необходимое для самоуничтожения мины, определяется в процессе производства и не может быть изменено.